# Eumo Editorial
Eumo és l'editorial de la Universitat de Vic. Va ser creada el 1979 en el si de l'Escola Universitària de Mestres d'Osona, expressament per complir amb les exigències que dimanen de la naturalesa mateixa de la institució universitària: satisfer l'adquisició, el progrés, la conservació i la difusió del coneixement en tots els camps. La seva directora és la mestra i llicenciada en filologia catalana Montse Ayats, presidenta de l'Associació d'Editors en Llengua Catalana des de 2016.
Eumo, doncs, edita pensant en el millorament de l'educació, l'aprenentatge, la recerca i el pensament, sense excloure l'estímul de la literatura i de les arts en general. Assumeix tot el risc de la publicació i la difusió dels seus llibres.

## Reduccions
Reduccions és una revista de literatura (ISSN 0214-8846) que es dedica a la poesia, als aspectes que s'hi relacionen i en l'actualitat literària. Fou fundada el 1977 per Segimon Serrallonga i Morer, Miquel Martí i Pol, Jordi Sarrate, Lluís Solà i Ricard Torrents. La redacció de la revista se situa a Vic i pertany a l'editorial Eumo. Es publica literatura catalana però també poesia en llengües estrangeres, habitualment en l'original i traduïdes en català. Dins la secció «Estudis i comentaris» es presenten assaigs sobre poetes i poesia. Fins a novembre de 2021, Reduccions ha aparegut en 115 números, essent la revista sobre poesia més antiga dels Països Catalans. L'actual Director n'és Francesc Codina, qui va rellevar Lluís Solà en aquesta tasca.